# ۱۰۵۷ (خورشیدی)
۱۰۵۷ هزار و پنجاه و هفتمین سال هجری خورشیدی است.